# Oplevelsescenter Nyvang
Oplevelsescenter Nyvang (tidligere Andelslandsbyen Nyvang) er et historisk oplevelsescenter på Nordvestsjælland, som har hjemme på Nyvang, beliggende syd for Holbæk.
Det omkringliggende landskab er så vidt muligt søgt tilbageført til ca. 1900. Kernen i anlægget er den gamle proprietærgård Nyvangsgaard på 44 ha, hvis hovedbygning fra sidste halvdel af 1800-tallet fik sit nuværende udseende i 1911. Stedet er et levende frilandsmuseum hvor andelsperioden fra 1870-1950 kan opleves gennem adskillige udstillinger og aktiviteter, eksempelvis findes et andelsmejeri med dampmaskine og smørkærne, et statshusmandssted med dyr og smedje, et savværk, et skomagerværksted, en brugsforening, en kirke, en redningsstation og andre erhverv fra den tid. 
Centret åbnede i 1992 og er siden blevet udbygget kraftigt. Centerets formål er at formidle andelsbevægelsens centrale tidsepoke til interesserede. Oplevelsescenter Nyvang, der nu er en selvejende institution som drives af nogle få ansatte og mange frivillige, modtager offentlige midler til hjælp til den daglige drift, mens penge til nye anlæg skaffes fra forskellige sponsorer og fonde. Centret ligger 4 kilometer fra Holbæk centrum. Centeret hat åbent fra omkring 20. april til omkring 20. oktober.
Ved en afstemning op Opdagdanmark.dk blev Nyvang kåret til Danmarks bedste museum med 1124 stemmer, hvilket var noget over Middelaldercentret, der kom på andenpladsen med 719 stemmer. I 2025 blev det stemt ind som det bedste museum på Sjælland  og øerne med 428 stemmer.

## Faciliteter
Sct. Stefanskirken med tilhørende præstebolig blev opført i 1884 i Igelsø syd for Holbæk af Den Evangelisk-lutherske Frimenighed. Menighedens medlemmer byggede selv kirken i gule sten med skifertag og kobberbeklædt spir. Nyvang erhvervede kirken i 1996 og genopførte den på Nyvangs område i 2007. Kirken fremstår med nye gule sten, da de originale ikke kunne genbruges. Interiøret i kirkerummet er med enkelte undtagelser det 
originale. 
Brugsforeningen er fra Trønninge. Fra 1889 til 1979 handlede den med blandt andet korn, foderstoffer, madvarer og tøj. I andelslandsbyens gamle brugs er det muligt for besøgende at købe rygeost, nykærnet smør, spegesild, erstatningskaffe, kurve, koste og meget andet.
Bagerforretning og bageri er indrettet, som de kunne have set ud i 1940’erne. Inventaret er delvist fra et bageri i  Christiansfeld, og de fleste maskiner er originale.  I forbindelse med bagerforretningen er indrettet et konditori.
Andelsmejeriet Søstrup lå oprindeligt i landsbyen Søstrup i nærheden af Holbæk og ombygget i årene 1920-28. Mejeriet fungerede indtil 1968, hvor det blev nedtaget og genopført i Nyvang. Her er det genopført i fortrinsvis nye materialer og originalt maskineri fra en række andre andelsmejerier. 
Smedien er en delvis genopførsel af Faurbjerg smedje, som oprindeligt lå på Tuse Næs. Kampestensmurene er de oprindelige fra 1869. Inventaret er kopieret efter oprindelige tegninger og beskrivelser. Foran bygningen står en vindebrønd og en gammel møllesten, der bruges ved ringning af vognhjul. Der er også et stentrug til afkøling af hjulene. .
Statshusmandsbruget er en kopi af et statshusmandsbrug fra 1927, der lå på en udstykning fra Løvenborg Gods. Husmanden betalte jordrente til staten for at disponere over husmandsstedet. Det er bygget som typehus efter retningslinjer fra Statens Jordlovsudvalg. Stuerne er møbleret som dengang, og jorden dyrkes som dengang. Der er en grønsagshave med kål og sølvbeder og jordbær i gamle sorter. 
Systuen fra 1940’erne, er indrettet i en dagligstuen i et privat hjem. På borde, i skuffer og skabe er der symønstre, tekstiler, strikkearbejder, knapper og andet tilbehør. På arbejdsbordene står 
også nogle for tiden ganske moderne symaskiner.
Nyvangsgården var en proprietærgård på 355 hektar. Ved siden af hovedgården finder man heste- og kostald og den store røde lade, der vidner om en stor og produktiv gård, der havde en besætning på 150 malkekøer, 60 stk. ungkvæg og kalve samt 4 tyre, 18 heste, 10 plage (ungheste) og føl.
 Slagterbutikken er indrettet i Nyvangsgårdens gamle kostald. Slagterbutikken er indrettet som i årene omkring 1940. Det er muligt at købe flere forskellige hjemmelavede specialiteter. 
Udstillingshallen Til Nyvangs egen samling af vogne overførtes i 2002 en stor vognsamling fra herregården Sparresholm. Der er hestevogne lige fra en kuglepostvogn, mælkevogn, ambulance, brødvogn, rustvogn til køretøjer fra de kongelige stalde. Ved hver vogn er der en tekst, der fortæller om vognens historie. Der er også store herskabskælke til hesteforspand med mere.
Skovhuset er oprindelig en mindre bolig under Nyvangsgården. Bygningen er opført i 1910 med en senere tilbygning. Den har bl.a. fungeret som bolig for Nyvangsgårdens fodermester. På et tidspunkt 
blev den brugt til indkvartering af polske roerpiger. Da Nyvangsgården blev til oplevelsescenter, blev Skovhuset indrettet som husflidsskole. Den nyoprettede Holbækegnens Husflidsforening flyttede ind 
i lokalerne, hvor de har været siden. 
Frederik Madsens vognmandsforretning er bygget af tømmer fra Nedre skov i Tølløse, der er opskåret på savværket i Nyvang. Bygningen fremstår som en vognmandsforretning fra 1940’erne med garage og automobilværksted. I tilknytning til bygningen er et kontor, hvor man kunne bestille transporter, da ikke alle havde adgang til telefon. 
Telefonudstillingen rummer et bredt udsnit af telefonmodeller fra 1900-tallet.
Telefonboksen fra  1935 er tegnet af arkitekt Jens Ingwersen, der tegnede boksen for KTAS i tidens enkle stil. 
Telefonkabelhuset er fra 1929 og stod i nærheden af Holbæk Sygehus. Huset blev flyttet til Andelslandsbyen i 2003. I telefonens første tid kunne man risikere at skulle råbe højt ned i røret, hvis man telefonerede over længere afstande. I 1920’erne opfandt man en forstærker, som kunne afhjælpe problemet. Forstærkerne blev lagt ind i de såkaldte kabelhuse, som blev opført med ca. 1 ½ km mellemrum. Kabelhuset rummede også sikringer og kontakt til andre telefoncentraler.
Hangaren rummer et originalt danskbygget KZ 111 ambulancefly, som Zonen indsatte i redningstjenesten i 1946. Det lille fly rummede plads til en båre ved siden af piloten, dvs. at piloten på samme tid skulle flyve flyet og yde hjælp til patienten. Det restaurerede fly i Andelslandsbyen er Fynboen, der havde base på flyvepladsen i Beldringe på Fyn.  Flyet er et lille, let, enmotoret fly, der i tomvægt vejer 450 kg. og lastet max. 650 kg.  Flyets marchhastighed er 150 km i timen.
Glumsø Savværk blev opført i 1890 og genopført efter en brand i 1916, hvorefter det fortsatte driften frem til begyndelsen af 1970erne. Bygningen til langtømmersaven er rekonstrueret i Nyvang. Når langtømmersaven er i brug, 
bliver den trukket af en veterantraktor. 
Zoneredningsstationerne. Der er to Zone-stationer. Den ene station er en original Zone-garage fra Høng med en original Ford A 1928 Røde Kors ambulance fra Holbæk og en Ford AA 1929 kranvogn. Stationens udkigstårn er originalt fra Zonen i Søllested på Lolland.  Den anden station er en kombineret Zone-station og Vognmandsforretning. Begge Zone-stationer passes af en køretøjsgruppe. Gruppen udfører hver sommer studenterkørsel med en gammel lastbil.  

## Galleri
- Zone-garagen fra Høng
- Den gamle ambulance
- Brandbilen
- Mejeriet indvendig
- Smedien
- Den grønne telefonboks
- Telefonkabelhuset